# Kathrin A. Denner
Kathrin Angela Denner (* 1986 in Unterfranken) ist eine deutsche Komponistin, Ensemblemitglied des Badischen Staatstheaters Karlsruhe, Vorstandsmitglied des Deutschen Komponistenverbandes und Delegierte der außerordentlichen Mitglieder der GEMA sowie im GEMA-Wertungsausschuss tätig. Ihr Werkverzeichnis umfasst Solo- und Orchesterwerke, Kammermusik, Ensemblestücke und Computermusik. Darüber hinaus beschäftigt sie sich mit Performance, Fluxus, Installation, und in Studien mit elektronischer Musik.

## Leben
Kathrin A. Denner studierte Trompete, Dirigieren, Musiktheorie und anschließend Komposition bei Theo Brandmüller an der Hochschule für Musik Saar in Saarbrücken. Zusätzlich besuchte sie Vorlesungen in Philosophie an der Universität des Saarlandes. Ab Oktober 2012 setzte sie ihr Kompositionsstudium bei Wolfgang Rihm an der Hochschule für Musik Karlsruhe fort. Der Komponist Wolfgang Rihm war der Grund, warum sie nach Karlsruhe kam. Daraufhin studierte sie in der Meisterklasse bei Johannes Schöllhorn an der Hochschule für Musik Freiburg.
Denner ist eine profilierte Vertreterin jener Generation von Komponistinnen, die sich für die Verbreitung und Profilierung der zeitgenössischen Kunstmusik einsetzen, auch auf politischer Ebene. Für die Interessen ihrer Berufsgruppe engagiert sie sich auch als Vorstandsmitglied und im Leistungsteam der Fachgruppe „E-Musik“ des Deutschen Komponistenverbandes sowie als Delegierte der GEMA.
Bereits in ihrer Kindheit lernte sie klassische Musik und ihre Stilistiken kennen, indem sie BR-Klassik, damals noch unter dem Namen „Bayern 4 Klassik“, hörte und riet, welches Stück gerade gespielt wurde. Ihr klassischer Hintergrund machte sie zunächst stark abgeneigt gegenüber zeitgenössischer Musik, die für sie keinen Sinn ergab. Erst durch das prägende Hören und Erleben des Ligeti-Requiems in einem dunklen Raum mit Surround-Lautsprechern erkannte sie, dass der Bruch zwischen Spätromantik und Ligeti nicht so groß war, wie sie gedacht hatte. Daraufhin lernte Denner in kürzester Zeit die Welt der zeitgenössischen Musik kennen und schätzen.

## Musikalisches Schaffen
Kathrin A. Denner hat beim Komponieren eine, wie sie es nennt, „kindliche Herangehensweise“. Sie zerlegt das musikalische oder inspirierende Material wie ein Puzzle in 1000 Teile, filetiert es, untersucht die Eigenschaften und setzt es dann Stück für Stück wieder zusammen, um zu beobachten, welche inneren und äußeren Reaktionen sich aus diesen Veränderungen auf das Material auswirken.

### Auszeichnungen
Kathrin A. Denner gewann in zahlreichen Wettbewerben. Dazu gehören der Deutsche Musikwettbewerb 2013 des Deutschen Musikrats, der Orchester-Kompositionswettbewerb der Weimarer Frühjahrstage für zeitgenössische Musik 2013, der Kompositionswettbewerb 2012 des Kammersinfonieorchesters Homburg und das Young Composers Meeting 2012 im niederländischen Apeldoorn. Im Jahr 2012 erhielt sie das Kulturförderstipendium der Landeshauptstadt Saarbrücken und wurde mit dem Nachwuchspreis des „Pfalzpreises Musik“ ausgezeichnet. Außerdem wurde sie durch ein DAAD-Stipendium und 2015 durch ein Stipendium der Hoepfner-Stiftung gefördert. Im Jahr 2016 wurde sie zur Lucerne Festival Academy eingeladen. 2018 wurde Denner mit dem Deutschen Musikautorenpreis der GEMA ausgezeichnet, bei dem sie den mit 10.000 Euro dotierten Nachwuchspreis in der Kategorie „Ernste Musik“ erhielt. Im selben Jahr erhielt sie auch das mit 20.000 Euro dotierte Kulturstipendium der Stadt Karlsruhe und gewann den ersten Preis beim Kammermusikwettbewerb der Weimarer Frühjahrstage für zeitgenössische Musik. Denner wurde außerdem von der Oscar und Vera Ritter-Stiftung und einem Landesgraduiertenstipendium Baden-Württemberg gefördert.

### Werke
Das Œuvre von Kathrin A. Denner umfasst Solo- und Orchesterwerke, Kammermusik, Ensemblestücke und Computermusik. Ihre Werke wurden bereits von zahlreichen renommierten Interpretinnen und Interpreten sowie Ensembles aufgeführt. Dazu gehören Eduard Brunner, Reinhold Friedrich, Bruno Mantovani, Mayumi Miyata, die Deutsche Radiophilharmonie Saarbrücken Kaiserslautern, das sonic.art Saxophonquartett, die Jenaer Philharmonie, das Ballett Pforzheim, die Badische Staatskapelle Karlsruhe und das Ensemble LUX:NM.

#### Orchesterwerke
- Lichtungen für Blockflöte und Orchester 2019, Dauer 10‘, UA: 09.11.2019, Blockflöten: Carolin Elena Fischer, Junge Philharmonie Karlsruhe
- Apparator 300 für Orchester 2018, Dauer 5‘, UA: 13.01.2019 Badische Staatskapelle Karlsruhe, Leitung: Justin Brown, Auftragswerk zum 300. Jubiläum des Staatstheaters Karlsruhe
- Zwei Pole für großes Orchester 2017, Dauer 6‘, UA: 04.02.2018 Badische Staatskapelle Karlsruhe, Leitung: Ulrich Wagner
- Continoid für zwei Trompeten und Orchester 2016, Dauer 12‘, UA: 17.07.2016, Trompeten: Reinhold Friedrich und Simon Höfele, Schulmusikorchester der HfM Karlsruhe, Leitung: Andreas Weiss
- Faltung für großes Orchester 2014, Dauer 11‘, UA: 08.05.2015 Deutsche Radiophilharmonie Saarbrücken Kaiserslautern
- intonarumori II für großes Orchester 2014, Dauer 6‘, UA: 01.01.2015 Bamberger Kammerorchester
- Desire for the Impossible: Zero Gravity für großes Sinfonieorchester 2012/13, Dauer 8‘, UA: E-Werk Weimar, Jenaer Philharmonie, Leitung: Markus Frank

#### Ensemblewerke
- Schnappschüsse für zehn Trompeten und Klavier, 2019, Dauer 15‘, UA: 24.07.2019, Reinhold Friedrich und ehemalige Schüler
- vertical loop task II für großes Ensemble 2016, Dauer 8‘, UA: 27.08. 2016, Lucerne Festival Alumni
- Epitaph für Vokalensemble 2015/16, Dauer 6‘, UA: 29.06.2017, Schola Heidelberg
- Punkt / Linie / Fläche für Trompete und Ensemble 2015, Dauer 7‘, UA: 20.03.2015 Simon Höfele, Badische Staatskapelle Karlsruhe
- Virga jesse floruit: Motette für gemischten Chor 2013, Dauer 4‘, UA: Württembergischer Kammerchor, Leitung: Prof. Dieter Kurz, Stuttgart
- vertical loop task für Flöte, Klarinette, Violine, Viola, Violoncello und Klavier 2013, Dauer 7‘, UA: Badisches Staatstheater Karlsruhe, Musiker der Badischen Staatskapelle Karlsruhe

#### Kammermusik / 2–5 Instrumente
- Nyberga Eleven für Trompete und Klavier, 2021, Dauer 12’, Trompete: Sandro Hirsch, Klavier: Eriko Takezawa-Friedrich, UA: 2021, HfM Karlsruhe
- Fluchten für Violoncello und Klavier, 2019/20, Dauer 6’
- Nachschall für Pauken, 2019, Dauer 3‘, UA: Donaueschinger Musiktage 2019
- vertical loop task III für Ensemble 2018, Dauer 7’, UA: 08.04.2018, LUX:NM
- Kotura für Sopransaxophon und Orgel, Dauer 12‘, UA: 30.06.2018, Stiftskirche Neustadt Weinstraße
- Meditation I für Blechbläserquintett 2017, Dauer 10‘, UA: Sept. 2017, Ardenti Brass
- per choros für Blechbläserquintett 2016, Dauer 7‘, UA: 25.10.2016, Karidion Brass, HfM Karlsruhe
- Tremo für vier Männerstimmen und Akkordeon 2015, Dauer 7‘, UA: 26.02.2016 Tankturm Heidelberg, Schola Heidelberg
- Duett für einen Sänger mit obligater Trompete 2015, Dauer 3‘, UA: 18.06.2015 Daniel Gloger, Max Sutter
- Trio sychronico für Violine, Violoncello und Akkordeon 2014, Dauer 6‘, UA: SonArt Trio
- Grenzlicht für Violine und Akkordeon 2014, UA: Elisabeth Horn und Stefanie Mirwald, HfM Karlsruhe
- Gouache für Flöte, Klarinette, Violine, Violoncello und Klavier 2013, UA: Ensemble Variancens, Arsenal de Metz
- Ins Nebelhorn für Sopran und Klavier 2013, UA: Claudia Kemmerer und Daniel Seel, Saarbrücken
- Totenhemd für Mezzosopran und zwei mikrotonal gegeneinander verstimmte Klaviere (1 Spieler) 2013, UA: Claudia Kemmerer und Daniel Seel, Saarbrücken
- Hyperbel für Bassklarinette, Violoncello und Klavier 2013, UA: Wolfgang-Rihm-Forum Karlsruhe, Prof. Eduard Brunner und Studierende der HfM Karlsruhe
- Nachgedicht für Klarinettenquintett 2013, UA: Schinkelkirche Bischmisheim. Maris-Ensemble / Musiker des Saarländischen Staatsorchesters
- Tabula für Alt- und Tenorsaxophon 2012, UA: Stuttgarter Liederhalle. Sonic.art Saxophonquartett, Endrunde des Deutschen Musikwettbewerbs / Offizielle UA: Philharmonie Essen, Signum Saxophonquartett, Kompositionsauftrag des Deutschlandfunks
- Tabula 2. Fassung für Helder Alt- und Tenorblockflöte, UA: Johannes Fischer und Carolin E. Hettler

#### Solowerke
- wortlos für Klavier solo, Dauer 3‘, UA. 13.12.2018 Akiko Okabe, Klavier
- Sonare III für Trompete Solo 2017
- engrave I für Sho Solo 2016, UA: Januar 2017, Mayumi Miyata, Tokio
- engrave II für Oboe Solo 2016, UA: 20.05. 2016, Petar Histrov, Wolfgang-Rihm-Forum Karlsruhe
- engrave III für Helder Tenorblockflöte 2016, UA: 25.06.2017, Carolin Elena Fischer, HfM Karlsruhe
- engrave IV für Oboe Solo 2017, UA: 26.10.2017, HfM Karlsruhe
- engrave V für Helder Tenorblockflöte 2017, UA: 26.10.2017, HfM Karlsruhe
- Sonare I für Trompete Solo 2014, UA: Felix Schauren
- Sonare II für Trompete Solo 2014, UA: Simon Höfele

#### Computermusik / Transmedial
- Risk to fail: Tanztheater für Sopran, Klavier und Zuspielung 2012, Dauer 20‘, UA: Theater „Die Tonne“ Reutlingen, Ballett des Theater Pforzheim, Sopran: Hanna Kersten, Klavier und Elektronik: Kathrin A. Denner
- Absorption für Tonband 2013, UA: HfM Karlsruhe